# Julie Bassermann
Pour les articles homonymes, voir Bassermann.
Julie Bassermann, née le 2 mars 1860 à Mannheim et morte le 18 septembre 1940 à Mannheim, est une militante allemande des droits des femmes.

## Biographie
Julie Bassermann est la fille unique du banquier Carl Ladenburg (de) et de son épouse Ida Goldschmidt. Ce foyer compte parmi l'une des principales familles juives de la ville de Mannheim. En 1881, elle épouse l'avocat et homme politique Ernst Bassermann.
En 1897, Julie Bassermann fonde la section de Mannheim de la Vereins Frauenbildung - Frauenstudium (Association pour l'éducation des femmes - études des femmes), qu'elle dirige à partir de 1901 et développe avec son amie Alice Bensheimer. À ce titre, elle fédère les organisations féminines de Mannheim en une seule association. Elle collabore avec sa mère, devenue présidente du Badischen Frauenvereins (de) en 1904. Elle s'implique également dans l'association des femmes au foyer.
En 1899, elle devient présidente de l'Association des femmes juives Caritas à Mannheim.
De 1911 à 1933, elle est présidente-fondatrice de la Badischen Verbands für Frauenbestrebungen.
À partir de 1912, elle travaille avec Adelheid Steinmann au Reichsfrauenausschuß (Comité des femmes du Reich) du Parti libéral national. Immédiatement après le début de la Première Guerre mondiale, trois jours après la création de l'organisation nationale, elle fonde la section de Mannheim du Nationaler Frauendienst (de). En 1915 y est construite une maison pour les femmes et les filles que la guerre a livré au chômage. Pendant un an, elle aide Marie Bernays à fonder une école sociale pour femmes.
Veuve depuis deux ans, elle se présente en 1919 sous la bannière du Parti populaire allemand aux élections législatives pour l'Assemblée nationale de Weimar mais échoue. Elle est cependant élue au conseil municipal de Mannheim, où elle travaille pendant quatre ans comme membre de la commission scolaire et sur les questions de politique sociale.
Julie Bassermann est présidente du Reich de l'association Verein Frauenbildung – Frauenstudium jusqu'en 1929, date à laquelle elle démissionne de ses fonctions en raison de son âge. Elle meurt le 18 septembre 1940, âgée de 80 ans.